# Karl Stotz

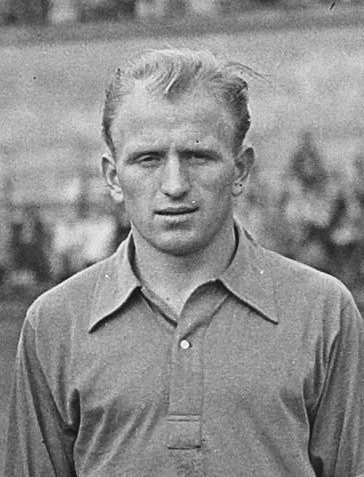
Karl Stotz im Jahr 1953

Karl Stotz (* 27. März 1927 in Wien; † 4. April 2017 in Seefeld in Tirol) war ein österreichischer Fußballspieler und Fußballtrainer. Von 1978 bis 1982 war er Teamchef der österreichischen Fußballnationalmannschaft.

## Leben
Stotz wurde als junger Soldat im Zweiten Weltkrieg 1944 in Gefangenschaft genommen und kehrte erst im Winter 1947/1948 nach Wien zurück. Der Verteidiger wurde allerdings bald nach seiner Heimkehr Stammspieler des FC Wien. Nach knapp über drei Jahren bei den Favoritnern in der Nationalliga wurde er zu Jahresbeginn 1952 von der Wiener Austria abgeworben. Bis zu seinem Karriereende wurde Karl Stotz mit den Veilchen 1953, 1961, 1962 und 1963 insgesamt vier Mal österreichischer Meister und gewann 1960, 1962 und 1963 den ÖFB-Cup.
Er feierte auch große Erfolge als Verteidiger des Nationalteams. Sein Debüt gab er bereits im März 1950 als Spieler des FC Wien gegen die Schweiz, seine Höhepunkte im Team erlebte er jedoch eher gegen Ende seiner Karriere. War er bei der Weltmeisterschaft 1954 noch Ersatzspieler gewesen, kam er 1958 in Schweden beim 0:2 gegen die Sowjetunion schließlich doch noch zu seinem WM-Debüt. Gemeinsam mit Heribert Trubrig bildete er zudem den Rückhalt der Nationalmannschaft zur Zeit der Decker-Ära. Insgesamt lief der Verteidiger 42 Mal für die Nationalmannschaft auf und erzielte sogar ein Tor. Dieser Treffer aus einem Elfmeter in der 89. Minute beim 3:2-Sieg über Holland war der entscheidende bei der WM-Qualifikation Österreichs für Schweden.
Nach seiner aktiven Zeit arbeitete Karl Stotz bei der Wiener Büromaschinenfirma „Tonko“, ehe er 1970 zur Wiener Austria zurückkehrte. Ab 1976 war er zum Cheftrainer der Kampfmannschaft erwählt worden und gewann sogleich die Meisterschaft und eine Saison später auch den ÖFB-Cup.

### Teamchef
Die Senekowitsch- und auch Merkel-Nachfolge (wobei anzunehmen war, dass die Ämter des österreichischen Nationaltrainers und des Sportdirektors durch ein und dieselbe Person ausgeübt werden sollten) konnte nicht sofort gelöst werden. Karl Stotz und Günter Praschak waren die aussichtsreichsten Kandidaten, doch statt einer Bestellung bei der ÖFB-Präsidiumssitzung am 4. Juli 1978 wurde diese wegen Anhörung dieser Personen auf 17. Juli vertagt. Aber es ging dann schneller: Bereits in einer Präsidiumssitzung am 10. Juli kam es zur Nominierung von Stotz („in Doppelfunktion“) mit Wirkung ab 1. August, nachdem am Vormittag desselben Tages Praschak telefonisch seine Bewerbung zurückgezogen hatte. Der Vertrag lautete bis zum Ende der Weltmeisterschaft 1982 und bedurfte noch der formellen Bestätigung durch den Bundesvorstand.
Stotz kündigte Verbesserungsmaßnahmen an, trat dann auch sein Amt an und hielt am 4. August eine Pressekonferenz ab. Dabei waren die Prioritäten die bevorstehenden Europameisterschaften 1980 und danach die Weltmeisterschaften 1982, eine bessere Erfassung von jugendlichen Talenten, der Schulfußball, die Trainerausbildung und die Öffentlichkeitsarbeit des ÖFB. Nach dieser Pressekonferenz ging er in seinen seit Monaten geplanten Urlaub. Und es wurde bekannt, dass es neue Teambetreuer geben werde, die erstmals im ersten Länderspiel (Auswärtsmatch in der EM-Quali in Oslo) im Einsatz sein würden: Oswald Schwinger statt Behawetz und – als Masseur – Georg Schreitl statt Josef Flenner.
Am 21. August gab er den 16-Mann-Kader bekannt. Danach flog er nach Barcelona – nicht nur, um Krankl am 22. August beim Ablösematch gegen Rapid zu sehen, sondern auch nochmals, um wegen dessen Freigabe für das Länderspiel sicher zu gehen. (Das Match brachte einen 1:0-Sieg Rapids.) Er musste für das Match gegen Norwegen noch Umstellungen vornehmen, wobei vor allem die Hinausstellung von Ernst Baumeister (dieser hatte beim 1:3 von Austria Wien im Meisterschaftsspiel gegen VÖEST Linz am 25. August Gegenspieler Michael Lorenz schwer gefoult, war aber dafür von SR Franz Latzin nicht einmal mit einer gelben Karte belegt worden) aus dem Kader anmerkenswert ist. Stotz selbst sprach hinsichtlich des Starts in Oslo vom „Beginn einer neuen Ära“. Das Match in Oslo mit dem 2:0-Sieg der Österreicher wurde dann, weil Heribert Weber und Tormann Erwin Fuchsbichler fit geworden waren, ohne Neulinge bestritten.
Stotz führte das Team zur Weltmeisterschaft 1982 nach Spanien. Trotz dieses Erfolges und der tadellosen Bilanz von 13 Siegen und nur 5 Niederlagen wurde er vom damaligen ÖFB-Präsidenten Karl Sekanina ausgebootet (es hieß, dass er Vertragsbruch begangen habe, die offizielle Entlassung erfolgte am 14. Dezember 1981, wobei nach einer telefonischen Umfrage durch Präsident Sekanina sich eine Mehrheit des ÖFB-Präsidiums für die Entlassung ausgesprochen haben soll; weder vom ÖFB noch von Stotz gab es offizielle Begründungen) und ihm die Mitreise mit dem Team nach Spanien untersagt. Anfang März 1983 kam es zu einem Vergleich des ÖFB mit Stotz, der eine „einvernehmliche Lösung des Dienstverhältnisses per 31. Dezember 1981“ zur Aussage hatte, und Stotz sollte eine angemessene Abfertigungssumme erhalten. – Sekanina hatte geglaubt, Ernst Happel verpflichten zu können, was sich aber als Irrtum herausstellte. Deswegen mussten der Trainer Felix Latzke und der ÖFB-Angestellte Georg Schmidt einspringen, unter deren Ägide es zum skandalumwitterten Nichtangriffspakt von Gijón im Spiel gegen Deutschland kam. Zu seinem Ende als ÖFB-Teamchef meinte Stotz Jahre später: „Ich war damals so enttäuscht, dass ich mir geschworen habe, mit dem Fußball Schluss zu machen.“

### Sonstiges
Stotz war mit dem damaligen Austria-Präsidenten Leopold Böhm befreundet und auch an dessen Unternehmen Schöps beteiligt. Im Entführungsfall von Böhms Gattin Lotte im Dezember 1977 spielte er eine Vermittlerrolle.
Karl Stotz starb im Alter von 90 Jahren. Er wurde auf dem Friedhof von Seefeld in Tirol beigesetzt.

## Ehrungen
2001 wurde Stotz in die Austria-Elf des Jahrhunderts gewählt.

## Erfolge

### Spieler
- 4 × Österreichischer Meister: 1953, 1961, 1962, 1963 (FK Austria Wien)
- 3 × Österreichischer Cupsieger: 1960, 1962, 1963 (FK Austria Wien)

- Teilnahme an der Weltmeisterschaft 1958: Gruppenphase (Beste 16)
- Teilnahme an der Europameisterschaft 1960: Viertelfinale
- 42 Länderspiele und 1 Tor für die österreichische Fußballnationalmannschaft von 1950 bis 1962

### Trainer
- 1 × Österreichischer Meister: 1976
- 1 × Österreichischer Cupsieger: 1977

- Qualifikation für die Weltmeisterschaft 1982

## ÖFB-Länderspiele unter Teamchef Karl Stotz
Legende
- H = Heimspiel
- A = Auswärtsspiel
- – = kein offizielles Länderspiel
- grüne Hintergrundfarbe = Sieg Österreichs
- gelbe Hintergrundfarbe = Unentschieden
- rote Hintergrundfarbe = Niederlage

| Spiele | Siege | Remis | Niederlagen | Tore  | TD  |
| ------ | ----- | ----- | ----------- | ----- | --- |
| 24     | 13    | 6     | 5           | 43:25 | +18 |

| Nr. | Datum      | Ergebnis | Gegner      |   | Austragungsort | Anlass                | Bemerkung                                                                                                |
| --- | ---------- | -------- | ----------- | - | -------------- | --------------------- | --- |
| 429 | 30.08.1978 | 2:0      | Norwegen    | A | Oslo (NOR)     | EM-1980-Qualifikation | Erstes Länderspiel unter Karl Stotz                                                                      |
| 430 | 20.09.1978 | 3:2      | Schottland  | H | Wien           | EM-1980-Qualifikation | |
| 431 | 15.11.1978 | 1:2      | Portugal    | H | Wien           | EM-1980-Qualifikation | |
| 432 | 30.01.1979 | 1:0      | Israel      | A | Tel Aviv (ISR) |                       | |
| 433 | 28.03.1979 | 1:1      | Belgien     | A | Brüssel (BEL)  | EM-1980-Qualifikation | |
| 434 | 02.05.1979 | 0:0      | Belgien     | H | Wien           | EM-1980-Qualifikation | |
| 435 | 13.06.1979 | 4:3      | England     | H | Wien           |                       | 200. Länderspiel in Österreich                                                                           |
| 436 | 29.08.1979 | 4:0      | Norwegen    | H | Wien           | EM-1980-Qualifikation | |
| 437 | 26.09.1979 | 3:1      | Ungarn      | H | Wien           |                       | |
| 438 | 17.10.1979 | 1:1      | Schottland  | A | Glasgow (SCO)  | EM-1980-Qualifikation | |
| 439 | 21.11.1979 | 2:1      | Portugal    | A | Lissabon (POR) | EM-1980-Qualifikation | Österreich verpasst die EM-Endrunde.                                                                     |
| 440 | 02.04.1980 | 0:1      | Deutschland | A | München (GER)  |                       | |
| 441 | 21.05.1980 | 1:5      | Argentinien | H | Wien           |                       | Erstes Länderspiel gegen Argentinien                                                                     |
| 442 | 04.06.1980 | 1:1      | Ungarn      | A | Budapest (HUN) |                       | |
| 443 | 24.09.1980 | 2:0      | Finnland    | A | Helsinki (FIN) | WM-1982-Qualifikation | |
| 444 | 08.10.1980 | 3:1      | Ungarn      | H | Wien           |                       | 200. Länderspiel in Wien                                                                                 |
| 445 | 15.11.1980 | 5:0      | Albanien    | H | Wien           | WM-1982-Qualifikation | Erstes Länderspiel gegen Albanien                                                                        |
| 446 | 06.12.1980 | 1:0      | Albanien    | A | Tirana (ALB)   | WM-1982-Qualifikation | |
| –   | 04.02.1981 | 0:1      | Israel      | A | Jaffa (ISR)    |                       | Kein offizielles Länderspiel                                                                             |
| 447 | 29.04.1981 | 0:2      | Deutschland | A | Hamburg (GER)  | WM-1982-Qualifikation | |
| 448 | 28.05.1981 | 2:0      | Bulgarien   | H | Wien           | WM-1982-Qualifikation | |
| 449 | 17.06.1981 | 5:1      | Finnland    | H | Linz           | WM-1982-Qualifikation | |
| 450 | 23.09.1981 | 0:0      | Spanien     | H | Wien           |                       | |
| 451 | 14.10.1981 | 1:3      | Deutschland | H | Wien           | WM-1982-Qualifikation | |
| 452 | 11.11.1981 | 0:0      | Bulgarien   | A | Sofia (BUL)    | WM-1982-Qualifikation | Letztes Länderspiel unter Karl Stotz Österreich qualifiziert sich zum sechsten Mal für eine WM-Endrunde. |